# 犬丸徹三
犬丸 徹三（いぬまる てつぞう、1887年〈明治20年〉6月8日 - 1981年〈昭和56年〉4月9日）は、日本の実業家。元帝国ホテル社長。元日本ホテル協会会長。元東京モノレール社長。
元帝国ホテル社長犬丸一郎の父。

## 経歴

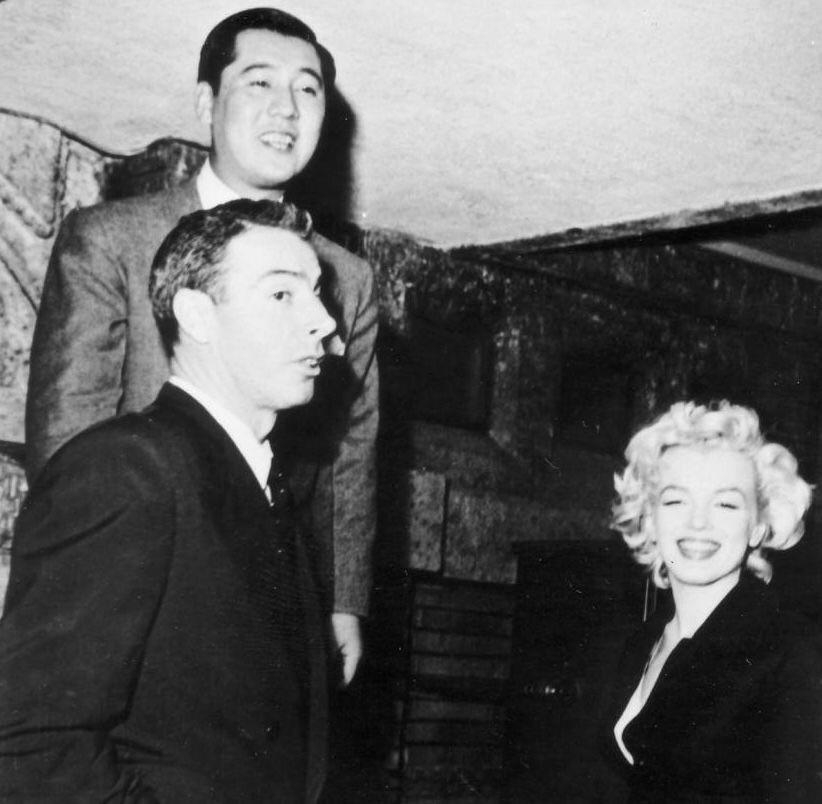
帝国ホテルに滞在中のジョー・ディマジオ （左）とマリリン・モンローを案内する犬丸徹三（後方）

石川県能美郡根上村字福島（現能美市）に生まれた。父･犬丸六右衛門、母･いその長男。
小松の芦城小学校高等科、旧制小松中学校（現・小松高校）を経て東京高商（現・一橋大学）に入学。
1908年文部省が専門部廃止の方針を明らかにしたため、全学生がこれに猛反対し商科大学昇進を叫んで同盟休校敢行にまで発展した事件が起きた。犬丸は級友に選出され、ストライキ指導者の一人として校長に直接談判したり、文部省へ押しかけ大臣に面会を要請してひかなかった。その後、学校は欠席しがちとなり、禅と読書と政治演説に力を入れたため、成績はしだいにさがり、最後から数えて3番目の成績でかろうじて卒業した。このため就職には苦労することになった。

### ホテルマン
1910年9月、ようやく長春にある満鉄経営のヤマトホテルにボーイとして採用されホテル業界に入る。だが最初は客に頭を垂れ、慇懃（いんぎん）なる口調で語ることがなかなかの難事で、一言発するごとに顔面紅潮するのを押さえることができなかった。はなはだしく自尊心を傷つけられた気持ちで、絶えず劣等感に襲われた。
ヤマトホテルの三年間にボーイ、コック、金庫係、スチュワードなどの仕事を経験した。
上海、ロンドン、ニューヨークのホテル勤務を経て、帝国ホテル常務で支配人だった林愛作に招かれる。1919年帝国ホテル副支配人となり、その後、常務、代表取締役、専務等を経て、1945年社長。1970年顧問となる。
1981年4月9日に93歳で死去。

### 東京モノレール
東京モノレールの社長として、東京オリンピック開幕に合わせて1964年9月に東京モノレール羽田空港線を開業させた。
ホテルマンの犬丸がモノレール会社の経営に関わるきっかけは、1938年にスウェーデン出身の富豪アクセル・ヴェナー＝グレンと知り合ったことだった。
ヴェナー＝グレンは帝国ホテルに一週間ほど宿泊したが、ホテルを大変気に入り、当時支配人だった犬丸にボーイを譲って欲しいと依頼してきた。
犬丸はページボーイの小栗順三を指名し、小栗本人も同意したため、ヴェナー＝グレンは小栗を使用人として連れて帰った。
1953年4月、小栗がドイツ人技師を連れて15年ぶりに帝国ホテルを訪れ、犬丸に面会を求めてきた。
技師はヴェナー＝グレンが設立したALWEG社でモノレールの開発を行っており、犬丸にモノレールへの投資を依頼した。
犬丸はこの時、モノレールという言葉を初めて聞いたという。
また、自分とは全く畑違いの投資話だったので、関心も持たなかった。
しかし小栗には好感を持っていたので、ヴェナー＝グレンと面識がある鮎川義介を小栗に紹介した。
鮎川はモノレールに関心を持ち（鮎川配下の日立製作所が1951年にモノレールの試作車を製造し、としまえんに納入していた）、小栗とドイツ人技師に説明会を開催することを提案した。
1953年6月、帝国ホテルでALWEG社のモノレール説明会が開催され、鮎川の呼びかけで運輸省と日立製作所の関係者が出席した。
しかしこの時点でも犬丸はモノレールには関心がなく、説明会が終了すると、数年間モノレールのことを忘れていたという。
1959年、鮎川から連絡が入った。モノレールの実用化の目途がついたので新会社を設立する、犬丸が社長になれという。
犬丸は驚いたが、当時の東京の交通事情、特に港湾・空港から帝国ホテルの立地する都心部へのアクセスの悪さに悩んでおり、モノレールがこの解決策になると考え、社長の椅子を受けることにした。
犬丸は鮎川と相談し、モノレールによって帝国ホテルをハブとした次のような外国人観光客向けの壮大な観光システムを構築する構想を立てた。
- 新橋駅（帝国ホテル） - 晴海埠頭（船客待合所） - 千葉市 … 新国際空港（当時は場所未定）[9]
- 新橋駅（帝国ホテル） - 羽田空港（国際空港） - 横浜港（客船ターミナル） - 元箱根[10]

このうち、新橋 - 羽田空港間を先行区間として、東京オリンピックまでに建設することにした。
しかし「大和観光」という会社が先に新橋 - 羽田空港間の路線免許を申請してしまう。
犬丸と鮎川は大和観光を買い取り、「日本高架電鉄」と改称。
1960年12月、犬丸が日本高架電鉄の社長に就任、1961年6月に鮎川が同相談役に就任した。
1961年頃、熱海モノレール建設の方針を決定し、日本高架電鉄の終点も元箱根から熱海に変更した。
一方、新橋駅付近の用地確保が難航したため、起点を暫定として浜松町駅に変更し、1963年に浜松町 - 羽田間を着工する。
1964年5月、日本高架電鉄を東京モノレールに改称。
運用面での名古屋鉄道の協力もあり、オリンピック直前の1964年9月に東京モノレール羽田空港線の開業にこぎつけた。
しかしオリンピックが閉幕すると経営難に陥ったため、犬丸は責任を取って1965年8月に東京モノレール社長を辞任した。
1967年、犬丸は取締役からも退任。同年に鮎川も死去し、壮大な路線構想は幻に終わった。

## 人物像
- 1945年9月8日にダグラス・マッカーサーが連合国軍最高司令官として東京に着任した際には、焼け野原となった東京を視察する彼の運転手をした[11]。これは全く予定になかったことで、冷や汗でびっしょりだったと、息子の一郎に語っている[12]。

- 帝国ホテル支配人当時の1957年、旅先のデンマークでスモーガスボードスタイルに出会い、内容的に「これはいける」と確信し、当時パリのリッツ・ホテルで研修中であった村上信夫に研究させた。それらのヒントによって考案された供食スタイルが「バイキング」である。

- ホテル経営を積極的に改革をした結果、帝国だけでなく日本のホテル業界を一流に引き上げた功労者である。世界的文化遺産であるライト館取り壊しの責任者として世間の非難を浴びたが、これについては建物が老朽化していたなど犬丸にも同情すべき点はある。

- 東京モノレール経営時に知り合った名古屋鉄道社長の土川元夫とは、東京モノレール退社後も友好関係を保った。博物館明治村に保存されている帝国ホテルライト館の玄関部分は、1967年11月に犬丸が土川に移設を依頼したものである。

## 略年譜
- 1887年（明治20年）6月8日 - 石川県能美郡根上村字福島（現能美市）に生まれる
- 1910年（明治43年）
  - 7月 - 東京高等商業学校（現・一橋大学）卒業
  - 9月 - 長春にある満鉄経営のヤマトホテル勤務
- 1913年（大正 2年）10月 - 上海バリントンホテルにコックとして雇われる 孫文と出会う
- 1914年（大正 3年） 8月 - ロンドンフェンチャーチ停車場近くのホルボンバイアタクト鉄道ホテルに雑用係として雇われる 窓ガラスふきが日課であった。
- 1915年（大正 4年） 9月 - クラリッジスホテルにコックとして雇われる[8]
- 1917年（大正 6年）11月 - ニューヨークリッツカールトンホテルにコックとして雇われる[8]
- 1918年（大正 7年） 3月 - ウォルドルフアストリアホテル勤務[8]
- 1919年（大正 8年） 1月 - 帝国ホテル入社 副支配人に命ずる旨の辞令を社長大倉喜八郎より交付される
- 1923年（大正12年） 4月 - 帝国ホテル支配人[8]
- 1925年（大正14年） 6月 - 如水会理事[13]
- 1931年（昭和 6年） 9月 - 帝国ホテル取締役[8]
- 1934年（昭和 9年） 9月 - 帝国ホテル常務取締役[8]
- 1942年（昭和17年） 3月 - 帝国ホテル代表取締役[8]
- 1943年（昭和18年） 9月 - 帝国ホテル専務取締役[8]
- 1945年（昭和20年）
  - 10月 - 川奈ホテル取締役会長（1947年（昭和22年）迄）[8]
  - 12月 - 帝国ホテル取締役社長[8]
- 1948年（昭和23年） - 日本ホテル協会会長（1971年（昭和46年）迄）[14]
- 1949年（昭和24年） 5月 - 芝パークホテル取締役社長。[8]
- 1953年（昭和28年） 10月 - 博多帝国ホテル設立、同取締役社長。[8]
- 1960年（昭和35年） 12月 - 日本高架電鉄取締役社長。[8]
- 1961年（昭和36年） 6月 - 帝国商事設立、同社長。[8]
- 1962年（昭和37年） 5月 - 熱海モノレール設立、同取締役会長。[8]
- 1964年（昭和39年） 5月 - 日本高架電鉄を東京モノレールに社名変更。同取締役社長。（1965年（昭和40年）8月迄）
- 1981年（昭和56年） 4月9日 - 死去。享年93。

## 栄典
- 1959年（昭和34年）11月 - 藍綬褒章

## 家族・親族

### 犬丸家
（石川県能美市、東京都）
石川県能美郡根上村（現能美市）の犬丸家は、根上から4キロほど西へ隔たった“犬丸”から移って、旧幕時代には“犬丸屋”の屋号を用い、明治に入ってからこれを姓として名乗るようになった。“犬丸”という姓はこの地方にそれほど多く数えることはできない。
代々農業を営み自作と小作を兼ねていた。富裕ではなかったが貧乏でもなかった。純然たる農家ではなく父六右衛門は小規模の機織り工場を経営していた。
- 妻・治子（石川県、小林三郎の二女）
- 息子 
  - 一郎（実業家･元帝国ホテル社長）
同妻 伊津子（実業家･元富士ゼロックス相談役最高顧問小林陽太郎の妹）
孫　治（歌舞伎研究者）
  - 二郎（実業家･芝パークホテル特別顧問）
同妻 純子（愛媛県、政治家砂田重政の娘）
- 娘
  - 千代子